# François Lemoyne
François Lemoyne [fʁɑ̃swa ləmwan] ali François Le Moine, francoski slikar rokokoja, * 1688, Pariz, Francija, † 4. junij 1737, Pariz.
Bil je dobitnik nagrade Prix de Rome, profesor Académie de peinture et de skulpture in Premier peintre du Roi pri Ludviku XV. Bil je mentor Charles-Josephu Natoireju in Françoisu Boucherju.
V svoji karieri si je Lemoyne prizadeval, da bi ga obravnavali kot dediča Charlesa Le Bruna in vodilnega slikarja svoje generacije, za naslove pa se je potegoval tudi njegov tekmec Jean-François de Troy (1679–1752). Lemoynovo delo in nadarjenost, predvsem v Versaillesu, sta mu prinesla spoštovanje sodobnikov in naziv 'novi Le Brun'. Sodeloval je ali sodeloval z drugimi umetniki te dobe, vključno z Nonottejem, Gillesom Dutilleulom, Charlesom de La Fosseom in Coypelom. Leta 1737 si je vzel življenje, na vrhuncu kariere. Z njegovo smrtjo je izginila moda velikih alegoričnih stropov.

## Življenjepis
Lemoyne se je rodil v Parizu leta 1688 in do 1713 študiral pri Louisu Gallocheju. Leta 1711 je osvojil nagrado Prix de Rome in odpotoval v Italijo, da bi nadaljeval študij. Po vrnitvi v Pariz je bil Lemoyne leta 1718 sprejet za polnopravnega člana Académie de peinture et de sculpture. Leta 1723 se je Lemoyne vrnil v Italijo na drugo potovanje in bil po vrnitvi, pozneje leta 1733 izvoljen za profesorja. 
Leta 1727 je vojvoda d'Antin (Louis-Antoine de Pardaillan de Grondin), ki je bil direktor Bâtiments du Roi, organiziral umetniško tekmovanje v upanju, da bo oživil zgodovinsko slikarstvo med člani Akademije. Od leta 1704 (leta 1725) je potekal le en salon, zato je bila to redka priložnost za javno razstavo slik. Dvanajst slik je prispelo skupaj, umetniki, med njimi Charles-Antoine Coypel in Noel-Nicholas Coypel. Mnenja so bila močno razdeljena, kritično mnenje je dajalo prednost slikam obeh Coypelov, toda na koncu sta prvo nagrado v višini 5000 liver skupaj podelila Lemoyne in de Troy, kompromis, ki je oba razočaral.
Leta 1728 je bil Lemoyne nagrajen s kraljevim naročilom za poslikavo stropa v Salon d'Hercule v Versaillesu, na katerem je delal med letoma 1733–36. V Italiji je videl podobne slike (na primer  Pietra da Cortone v Palazzo Barberini) in poskušal dokazati, da bi se Francozi lahko izkazali tako dobro kot Italijani. Ko je bilo delo končano, je prejel 'soglasno pohvalo', vključno s priznanji Voltaira in kardinala Fleuryja. Njegova kariera je bila na vrhuncu leta 1736, ko je bil imenovan za Premier peintre du Roi.
Naslednje leto, 1737, je Lemoyne v Parizu storil samomor. Razlogi za to niso znani, čeprav so bili omenjali preveč dela, sodne spletke v Versaillesu, smrt njegove žene, temperamentna nestabilnost in razočaranje zaradi nezmožnosti umetniške dovršenosti. Izbral je smrt z mečem in si skupno devetkrat zabodel prsi in grlo. To je bilo šest mesecev po zaključku stropne slike L'apothéose d'Hercule v Salonu d'Hercule v velikem kraljevem stanovanju in dan po dokončanju slike Čas prihrani resnico pred lažjo in zavistjo za svojega prijatelja in mecena Bergerja.
David Wakefield je Lemoynea označil za »marljivega, skrbnega in resnega.«

## Slog
Lemoyneove zgodnje študije v Rimu so mu privzgojile znanje o delih starih mojstrov, Rafaela, Correggia in Tiziana, čeprav je naj najmočneje vplival nedvomno Rubens (zlasti pri uporabi barv). Med drugim potovanjem leta 1723 je Lemoyne občudoval strop palače Barberini in navdih našel v delih Benečanov, zlasti Paola Veroneseja. Tekom njegove kariere se je Lemoynov slog približal italijanskemu vplivu.
Pierre Rosenberg opisuje Lemoynov slog kot »izpopolnjen in vase zaprt«. Philip Conisbee opisuje Lemoynejeve slike kot »čutno lepoto«, podobno kot Correggiova dela.

## Dela
- Ruth in Booz (1711), slika, s katero je dobil Prix de Rome.
- St Jean dans le Désert v stolnici v Nantesu.
- Herkul in Kakus (1718)
- Tancred predaja orožje Clorindi (1722), po naročilu Bergerja
- Perzej in Andromeda (1723), trenutno v zbirki Wallace v Londonu. [13]
- Herkul in Omfale (1724), trenutno v Louvru v Parizu.
- Ludvik XV. donator la Paix à l'Europe, Salon de la Paix v Versaillesu (1727)
- Oznanjenje (1727), posojeno od Winchester College v Narodni galeriji [14]
- Narcis (1728)
- Venera in Adonis (1729)
- Strop Herkulovega salona v Versaillesu (1736)
- Obok cerkve Saint-Thomas-d'Aquin v Parizu
- Diane chasseresse
- Les Nymphes
- Delal je tudi v Saint-Sulpiceju in v opatiji Saint-Germain-des-Prés
- Čas prihrani resnico pred lažjo in zavistjo  (1737), trenutno v zbirki Wallace v Londonu.[15]

## Litearura
- Cours sur la peinture du XVIIIe, 2006, Université Nancy 2
- Xavier Salmon : François Lemoyne à Versailles, Gourcuff, Pariz 2001, ISBN 2-909838-57-9
- Jean-Luc Bordeaux, Francois Le Moyne (1688-1737) and His Generations, izdano v letih 1984-1985 v skupni založbi Getty Trust in Louvre Arthena.